# أرون رودريغيز
أرون رودريغيز (بالإسبانية: Mil Máscaras)‏ هو مصارع محترف وممثل مكسيكي، ولد في 15 يوليو 1942 بمدينة سان لويس بوتوسي في المكسيك.

## وصلات خارجية
- أرون رودريغيز على موقع دبليو دبليو إي (الإنجليزية)
- أرون رودريغيز على موقع WrestlingData.com (الإنجليزية)
- أرون رودريغيز على موقع CageMatch worker (الإنجليزية)
- أرون رودريغيز على موقع قاعدة بيانات المصارعة على الإنترنت (الإنجليزية)
- أرون رودريغيز على موقع عالم المصارعة على الإنترنت (الإنجليزية)
- أرون رودريغيز على موقع عالم المصارعة على الإنترنت (الإنجليزية)

- أرون رودريغيز على موقع IMDb (الإنجليزية)
- أرون رودريغيز على موقع أول موفي (الإنجليزية)
- أرون رودريغيز على موقع قاعدة بيانات الفيلم (الإنجليزية)